# Sarcophilus moornaensis
Sarcophilus moornaensis Crabb, 1984 è un marsupiale estinto strettamente imparentato con l'attuale diavolo della Tasmania.
La specie, conosciuta grazie a un unico fossile risalente al Pleistocene e ritrovato nel Nuovo Galles del Sud, era molto simile al diavolo orsino, rispetto al quale aveva dimensioni leggermente maggiori. Molto verosimilmente le due specie convissero in Australia per un certo periodo di tempo (assieme anche al gigante del genere, Sarcophilus laniarius), salvo poi estinguersi.

L'estinzione di S. moornaensis, sebbene sia stata attribuita (come del resto quella della maggior parte della megafauna australiana) all'arrivo dell'uomo sull'isola, molto probabilmente fu dovuta principalmente a cause naturali, ed in particolare al cambiamento climatico dell'Australia continentale portato dalla Glaciazione Würm e che portò all'estinzione sul continente anche del congenere diavolo orsino.